# Schloss Nürensdorf
Das Schloss Nürensdorf ist ein Schloss im Ortskern von Nürensdorf im Schweizer Kanton Zürich. Das Schloss und die Brauerei sind geschützte Kulturgüter der Gemeinde  Nürensdorf.

## Geschichte
Der Landsitz wurde von der Familie Hess im Jahre 1760 erbaut, welche die Gerichtsbarkeit in Nürensdorf von 1735 bis 1798 innehatte. Das Familienwappen der Hess mit der roten und der weissen Lilie dient auch noch im 21. Jh. als Wappen der Gemeinde Nürensdorf.

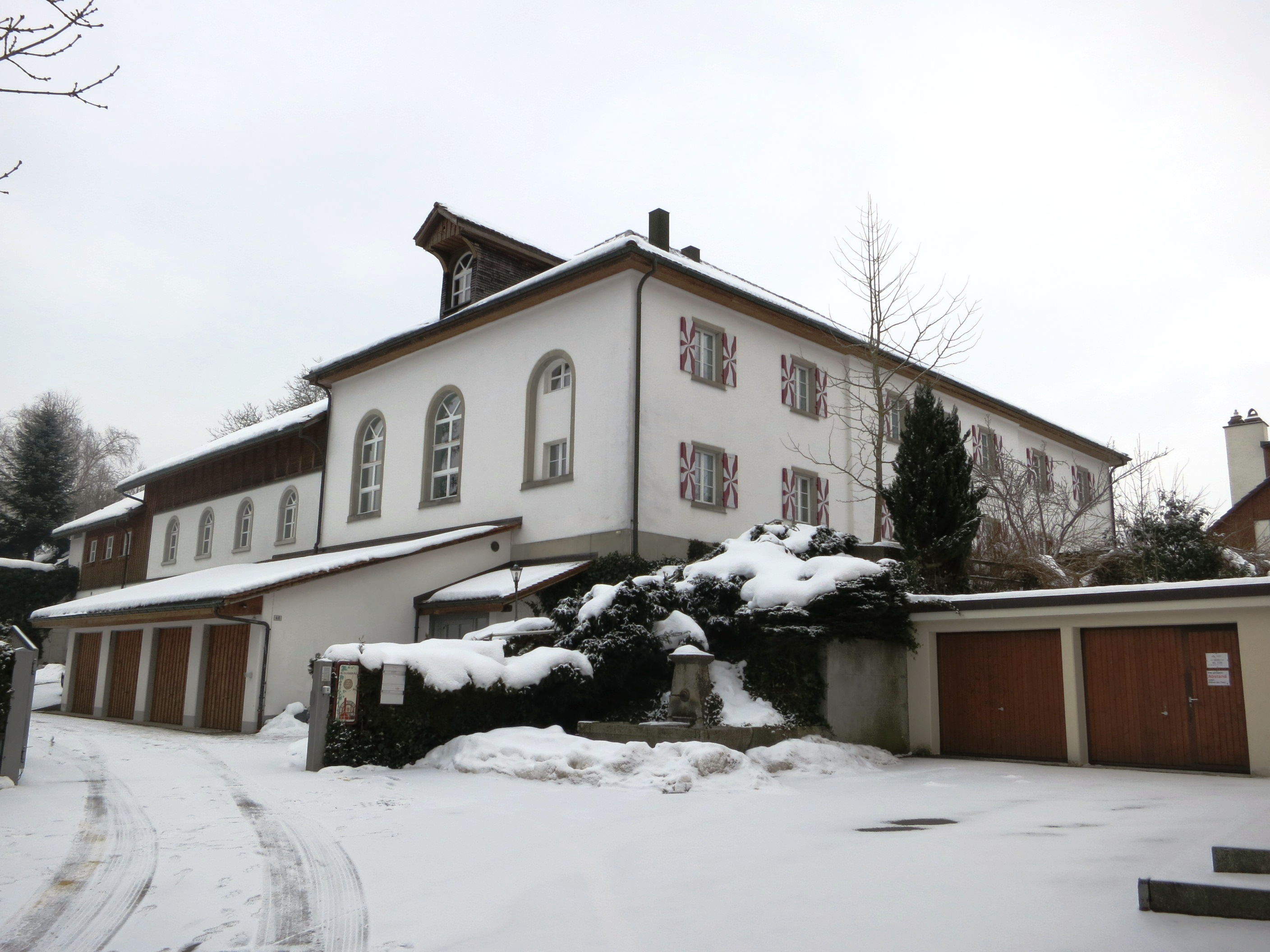
Schlossbraui

Im Jahre 1839 wurde das Schloss vom Schweinehändler Salomon Bänninger gekauft, der im Baumgarten eine Brauerei errichtete. Diese wurde 1846 das erste Mal zahlungsunfähig und änderte in den folgenden Jahren mehrmals die Hand. Im Schloss wurde eine Brauereiwirtschaft eingerichtet. 1866 brannte der Dachstock des Schlosses aus. Der Unternehmer Ernst Reinhard Landolt übernahm die Brauerei im Herbst 1890. Er wandelte 1893 die Brauerei in die Aktiengesellschaft Schlossbrauerei Nürensdorf um, die 1898 zahlungsunfähig wurde. Zuvor verkaufte er den Kachelofen des Schlosses nach München, um die Erfolgsrechnung aufzubessern.
Zur Rettung der Brauerei wurde eine Auffanggesellschaft gegründet, welche aber auch nicht erfolgreich war. Der Braubetrieb wurde 1902 eingestellt und die Brauerei Nürensdorf wurde mit der Brauerei Leopold Haas aus Riesbach zur Union-Brauerei zusammengelegt, die eine frühe Vorgängerin der Löwenbräu Zürich war.
2005 zügelte die im Jahr 2001 von Joanna und Adrian Gnos gegründete Brauerei Nr. 126 von Horgen nach Nürensdorf in die ehemalige Schlossbraui. Am 16. April 2006 wurde der erste Sud «Schlossquell» eingebraut und 2007 wurde die Anlage auf 250 Liter pro Sud ausgebaut. Seit 2012 wird Meltinger Mineralwasser, kaltsteril filtriert (ohne Veränderung des Mineralgehaltes), in der Schlossbraui Nürensdorf wieder abgefüllt und für Meltina-Mineralwasser und das Nachtchappe-Bier verwendet.
Die gesamte aus Schloss und Brauerei bestehende Liegenschaft wurde von der Gemeinde Nürensdorf übernommen, die hauptsächlich an den Wasserrechten an der Brauereiquelle interessiert war. Ein Volg-Laden wurde im Schloss eingerichtet, die Brauerei wurde 1929 in schlechtem Zustand an den Baumeister Heinrich Kuhn aus Lindau verkauft.

## Bauwerk
Das Schloss ist seit 1973 im Besitz der politischen Gemeinde Nürensdorf. Es besteht aus einem dreigeschossigen Gebäude mit Satteldach, das auch die Giebel deckt. Zwei bis zum First reichende Zwerchhäuser bilden mit dem Hauptdach einen Kreuzgiebel. Die Fassade ist verputzt und in rosa gehalten. Im Erdgeschoss befindet sich der Schlosssaal mit Stuckdecke, der für Anlässe vermietet wird. Ein Raum, der gemietet werden kann, ist der Schlosskeller.